# Danh sách tập phim Ngài Bean (phim hoạt hình)
Dưới đây là danh sách các tập phim của Ngài Bean, một loạt phim hoạt hình hài kịch tình huống của Anh do Tiger Aspect Productions sản xuất cho ITV và CITV và dựa trên loạt phim hài gốc cùng tên do Rowan Atkinson sáng tạo và có sự tham gia của nhân vật chính. Phim được công chiếu vào ngày 2 tháng 3 năm 2002 và kết thúc vào ngày 1 tháng 11 năm 2004.
Vào ngày 22 tháng 1 năm 2014, CITV đã công bố phần mới của loạt phim với Atkinson và các diễn viên khác tiếp tục đảm nhận vai diễn của họ. 52 tập phim mới đã được phát sóng từ ngày 16 tháng 2 năm 2015 đến ngày 10 tháng 3 năm 2016.
Vào ngày 6 tháng 2 năm 2018, CITV đã công bố phần thứ ba của loạt phim, với tổng cộng 26 tập. Phần 3 được công chiếu vào ngày 9 tháng 4 năm 2019 trên CITV cũng như trên các kênh Turner trên toàn thế giới.
Vào ngày 4 tháng 1 năm 2024, có thông báo rằng loạt phim đã được đưa vào sản xuất lần thứ tư.

## Tổng quan
| Mùa | Mùa      | Số tập   | Số tập   | Phát sóng gốc        | Phát sóng gốc        |
| Mùa | Mùa      | Số tập   | Số tập   | Phát sóng lần đầu    | Phát sóng lần cuối   |
| --- | -------- | -------- | -------- | -------------------- | -------------------- |
|     | 1        | 52       | 52       | 2 tháng 3 năm 2002   | 1 tháng 11 năm 2004  |
|     | 2        | 52       | 52       | 16 tháng 2 năm 2015  | 10 tháng 3 năm 2016  |
|     | Đặc biệt | Đặc biệt | Đặc biệt | 30 tháng 10 năm 2018 | 30 tháng 10 năm 2018 |
|     | 3        | 26       | 26       | 9 tháng 4 năm 2019   | 8 tháng 10 năm 2019  |
|     | 4        | 52       | 52       | 1 tháng 5 năm 2025   | TBA                  |

## Các tập phim

### Phần 1 (2002-04)
| TT. tổng thể | TT. trong loạt phim | Tiêu đề              | Đạo diễn                                             | Biên kịch       | Storyboarded by | Ngày phát hành gốc   |
| --- | ------------------- | -------------------- | ---------------------------------------------------- | --------------- | --------------- | -------------------- |
| 1 | 1                   | "In The Wild"        | Richard Purdum                                       | Robin Driscoll  | Richard Purdum  | 2 tháng 3 năm 2002   |
| Bean khao khát trở thành nhiếp ảnh gia động vật hoang dã sau khi xem một chương trình trên TV, và quyết định đi về miền quê để khám phá hệ động thực vật. Nhưng anh gặp phải nhiều khó khăn trong hành trình chụp ảnh động vật, đặc biệt là khi thực hiện những bước đi bất thường để đạt được mục tiêu. |                     |                      |                                                      |                 |                 |                      |
| 2 | 2                   | "Missing Teddy"      | Miklós Varga                                         | Robin Driscoll  | Katalin Bross   | 2 tháng 3 năm 2002   |
| Teddy bị một cặp trộm chuyên trộm gấu bông khắp Luân Đôn. Bị chúng lừa bằng một con gấu bông giả, Bean quyết tâm tìm bạn mình, và sớm phát hiện ra lý do của bọn trộm, rồi trả lại gấu bông cho chủ nhân một cách an toàn. |                     |                      |                                                      |                 |                 |                      |
| 3 | 3                   | "Artful Bean"        | Katalin Móré                                         | Robin Driscoll  | Dean Roberts    | 9 tháng 3 năm 2002   |
| Bean được một nghệ sĩ đường phố truyền cảm hứng để tự làm tác phẩm nghệ thuật của riêng mình để bán. Anh "vẽ" một bức tranh bằng nhiều loại thực phẩm khác nhau, và chẳng mấy chốc chúng sẽ thu hút những loài gây hại không mong muốn. |                     |                      |                                                      |                 |                 |                      |
| 4 | 4                   | "The Fly"            | Katalin Móré                                         | Jon Canter      | Trevor Ricketts | 9 tháng 3 năm 2002   |
| Vào một đêm hè nóng nực, một con ruồi bay vào căn hộ của Bean qua cửa sổ mở, khiến anh không ngủ được. Sau nhiều lần cố gắng giết con ruồi nhưng không thành công, Bean vô tình đánh thức bà Wicket khiến bà nổi giận, và anh bị phạt ngủ ngoài tủ lạnh. |                     |                      |                                                      |                 |                 |                      |
| 5 | 5                   | "No Parking"         | Katalin Móré                                         | Jon Canter      | Dean Roberts    | 16 tháng 3 năm 2002  |
| Bean háo hức đến rạp xem bộ phim Chuyến tàu Titanic, nhưng lại gặp rắc rối nghiêm trọng khi tìm chỗ đậu xe. Trong khi đang tìm chỗ đậu xe, anh phải đối mặt với cảnh sát giao thông, tình trạng giao thông quá tải và nhiều vấn đề khác. |                     |                      |                                                      |                 |                 |                      |
| 6 | 6                   | "Bean's Bounty"      | Katalin Móré                                         | Robin Driscoll  | Trevor Ricketts | 16 tháng 3 năm 2002  |
| Trong khi đào kho báu, Bean đã đào cho mình một cái hố quá sâu không thể thoát ra được. |                     |                      |                                                      |                 |                 |                      |
| 7 | 7                   | "Mime Games"         | Miklós Varga                                         | Robin Driscoll  | Trevor Ricketts | 23 tháng 3 năm 2002  |
| Bean không may gặp phải một diễn viên kịch câm giận dữ, người đã bám theo anh về nhà. Diễn viên kịch câm đã yêu cầu Bean nhận nuôi và cho anh ăn. |                     |                      |                                                      |                 |                 |                      |
| 8 | 8                   | "Spring Clean"       | Miklós Varga                                         | Robin Driscoll  | Miklós Varga    | 23 tháng 3 năm 2002  |
| Phòng của Bean rất bừa bộn nên anh quyết định dọn dẹp căn hộ của mình. |                     |                      |                                                      |                 |                 |                      |
| 9 | 9                   | "No Pets"            | Miklós Varga                                         | Robin Driscoll  | Trevor Ricketts | 1 tháng 4 năm 2002   |
| Nhìn thấy một người đàn ông đang vui vẻ với chú chó của mình tại công viên, Bean đã quyết định nhận nuôi một con vật cưng trong khi tránh mặt bà Wicket vì bà cấm nuôi thú cưng ở nhà mình. |                     |                      |                                                      |                 |                 |                      |
| 10 | 10                  | "Ray of Sunshine"    | Miklós Varga                                         | Robin Driscoll  | Andrei Kolpin   | 1 tháng 4 năm 2002   |
| Bean đi đến bãi biển để thư giãn và cảm thấy bực bội vì lượng du khách quá đông. Nhưng mọi chuyện đã thay đổi khi một tia nắng mặt trời xuất hiện và Bean nhất định sẽ bắt được nó. |                     |                      |                                                      |                 |                 |                      |
| 11 | 11                  | "Birthday Bear"      | Mihály Sikur                                         | Stephen Powell  | Chris Butler    | 13 tháng 4 năm 2002  |
| Bean quyết định mở tiệc sinh nhật cho chú gấu bông của mình và Irma trước khi diễn ra lễ kết thúc hoành tráng mà anh đặc biệt chuẩn bị cho họ. |                     |                      |                                                      |                 |                 |                      |
| 12 | 12                  | "The Mole"           | Miklós Varga                                         | Robin Driscoll  | Arna Selznick   | 13 tháng 4 năm 2002  |
| Bà Wicket và bà Wince đang có một buổi chiều vui vẻ chơi trò chơi ở sân sau thì bị một con chuột chũi làm phiền và Bean phải ra tay tiêu diệt nó. |                     |                      |                                                      |                 |                 |                      |
| 13 | 13                  | "Roadworks"          | Andrei Ignatenko                                     | Lee Cornes      | Chris Butler    | 20 tháng 4 năm 2002  |
| Bực mình vì tiếng ồn lớn do công trình xây dựng đang diễn ra bên ngoài nơi ở của mình gây ra, Bean nghĩ ra nhiều cách để ngăn chặn sự quấy rầy này. |                     |                      |                                                      |                 |                 |                      |
| 14 | 14                  | "The Sofa"           | Miklós Varga                                         | Andrew Clifford | Andrei Kolpin   | 20 tháng 4 năm 2002  |
| Ghế sofa của Bean bị rách nên anh phải mua ghế mới. |                     |                      |                                                      |                 |                 |                      |
| 15 | 15                  | "Nurse!"             | Evgueni Pavlenko và Elena Rogova                     | Rebecca Stevens | Trevor Ricketts | 7 tháng 6 năm 2003   |
| Bean quyết định giả vờ bị thương để đến bệnh viện sau khi thấy bà Wicket được điều trị tốt nhất sau chấn thương. |                     |                      |                                                      |                 |                 |                      |
| 16 | 16                  | "Dead Cat"           | Miklós Varga                                         | Gary Parker     | Ben Lewis       | 7 tháng 6 năm 2003   |
| Trong lúc Bean đang cố gắng trang trí lại hành lang, ông bị con mèo Scrapper phá hoại từng bước một. Bean nghĩ đã đến lúc phải xử lý con vật này ngay lập tức và quyết định tống khứ nó đi. |                     |                      |                                                      |                 |                 |                      |
| 17 | 17                  | "Gadget Kid"         | Miklós Varga                                         | Gary Parker     | Ben Lewis       | 14 tháng 6 năm 2003  |
| 18 | 18                  | "The Visitor"        | Ildikó Táborita                                      | Robin Driscoll  | Sharon Smith    | 14 tháng 6 năm 2003  |
| 19 | 19                  | "Royal Bean"         | Evgueni Pavlenko và Elena Rogova                     | Rebecca Stevens | Chris Butler    | 21 tháng 6 năm 2003  |
| 20 | 20                  | "Young Bean"         | Evgueni Pavlenko và Elena Rogova                     | Tony Haase      | Sharon Smith    | 21 tháng 6 năm 2003  |
| 21 | 21                  | "Goldfish"           | Katalin Móré                                         | Andrew Clifford | Chris Drew      | 28 tháng 6 năm 2003  |
| 22 | 22                  | "Inventor"           | Mihály Sikur                                         | Tony Haase      | Ben Lewis       | 28 tháng 6 năm 2003  |
| 23 | 23                  | "Car Trouble"        | Mihály Sikur                                         | Lee Cornes      | David Brown     | 5 tháng 7 năm 2003   |
| 24 | 24                  | "Restaurant"         | Sergey Gordeev                                       | Lee Cornes      | David Brown     | 5 tháng 7 năm 2003   |
| 25 | 25                  | "Hot Date"           | Sergey Gordeev                                       | Rebecca Stevens | Chris Butler    | 12 tháng 7 năm 2003  |
| Bean và Irma đi hẹn hò. Nhưng vấn đề là cả Bean và Irma đều có sở thích khác nhau về những gì tạo nên một buổi hẹn hò. Sau khi ăn kem, họ đi xem phim tình cảm. Sau khi ăn ở nhà hàng, Bean nhận ra rằng mình để quên ví ở nhà nên anh đi lấy, nhưng anh nhạc sĩ đã dùng 20 bảng Anh của mình để thanh toán hóa đơn và đi khiêu vũ lãng mạn với Irma. Khi Bean thấy Irma và anh nhạc sĩ đi đến xe, anh thấy chiếc Reliant Regal đi ra và anh đã nhầm đó là chiếc xe chở Irma nên đuổi theo. Sau đó, khi Irma và anh nhạc sĩ sắp hôn nhau nhưng bị gián đoạn khi chiếc Reliant đâm vào xe của anh nhạc sĩ, và Irma vào xe của Bean và cười lớn lái đi. |                     |                      |                                                      |                 |                 |                      |
| 26 | 26                  | "Wanted"             | Ildikó Táborita                                      | Stephen Powell  | Chris Butler    | 12 tháng 7 năm 2003  |
| 27 | 27                  | "Big TV"             | Andrei Ignatenko                                     | Tony Haase      | Trevor Ricketts | 16 tháng 8 năm 2003  |
| 28 | 28                  | "Keyboard Capers"    | Andrei Ignatenko và Mihály Sikur                     | Mark Clompus    | Chris Butler    | 16 tháng 8 năm 2003  |
| 29 | 29                  | "Camping"            | Mihály Sikur                                         | Tony Haase      | Sharon Smith    | 23 tháng 8 năm 2003  |
| 30 | 30                  | "Chocks Away"        | Andrei Ignatenko                                     | Lee Cornes      | Chris Butler    | 23 tháng 8 năm 2003  |
| 31 | 31                  | "Super Trolley"      | Sergey Gordeev và Andrei Ignatenko                   | Lee Cornes      | Sharon Smith    | 30 tháng 8 năm 2003  |
| 32 | 32                  | "Magpie"             | Miklós Varga                                         | Tony Haase      | Davis Brown     | 30 tháng 8 năm 2003  |
| 33 | 33                  | "Cat-Sitting"        | Andrei Ignatenko và Vladimir Nikitin                 | Stephen Powell  | Sharon Smith    | 5 tháng 10 năm 2004  |
| 34 | 34                  | "The Bottle"         | Miklós Varga                                         | Lee Cornes      | Chris Butler    | 6 tháng 10 năm 2004  |
| 35 | 35                  | "Art Thief"          | Katalin Móré                                         | Rebecca Stevens | Trevor Ricketts | 7 tháng 10 năm 2004  |
| 36 | 36                  | "Scaredy Bean"       | Miklós Varga                                         | Jon Canter      | Sharon Smith    | 8 tháng 10 năm 2004  |
| Bean tình cờ chọn một bộ phim. Trong giấc mơ, anh thấy mình đang tìm kiếm sự giúp đỡ từ ngài Tiny để đánh bại những kẻ xấu. |                     |                      |                                                      |                 |                 |                      |
| 37 | 37                  | "Bean in Love"       | Katalin Móré                                         | Tony Haase      | Chris Butler    | 11 tháng 10 năm 2004 |
| 38 | 38                  | "Double Trouble"     | Zhenia Pavlenko và Elena Rogova                      | Robin Driscoll  | Sharon Smith    | 12 tháng 10 năm 2004 |
| 39 | 39                  | "Hopping Mad!"       | Andrei Ignatenko                                     | Lee Cornes      | Chris Drew      | 13 tháng 10 năm 2004 |
| 40 | 40                  | "A Grand Invitation" | Andrei Ignatenko và Igor Veichtaguin (đồng đạo diễn) | Gary Parker     | Trevor Ricketts | 14 tháng 10 năm 2004 |
| 41 | 41                  | "A Royal Makeover"   | Katalin Móré                                         | Robin Driscoll  | Chris Drew      | 15 tháng 10 năm 2004 |
| Bean trang trí lại căn phòng của mình, biến nó thành nơi ở của một nữ hoàng, và đi quá xa khi đặt tên nó là "Cung điện". Bà Wicket, coi đây là cơ hội kiếm tiền do thiếu tiền trả hóa đơn trước đó và đã trở thành nữ hoàng và biến Bean thành nô lệ của mình, cho đến khi ông phát ngán và vạch trần sự gian dối của bà Wicket. |                     |                      |                                                      |                 |                 |                      |
| 42 | 42                  | "SuperMarrow"        | Sergey Gordeev                                       | Jon Canter      | Ben Lewis       | 18 tháng 10 năm 2004 |
| 43 | 43                  | "A Running Battle"   | Mihály Sikur và Mikhail Tumelia (đồng đạo diễn)      | Jon Canter      | Chris Drew      | 19 tháng 10 năm 2004 |
| 44 | 44                  | "Egg and Bean"       | Sergey Gordeev và Mikhail Tumelia (co-director)      | Lee Cornes      | Sharon Smith    | 20 tháng 10 năm 2004 |
| 45 | 45                  | "Haircut"            | Sergey Gordeev                                       | Jon Canter      | Sharon Smith    | 21 tháng 10 năm 2004 |
| 46 | 46                  | "Neighbourly Bean"   | Miklós Varga                                         | Stephen Powell  | Sharon Smith    | 22 tháng 10 năm 2004 |
| 47 | 47                  | "The Ball"           | Mihály Sikur                                         | Jon Canter      | Ben Lewis       | 25 tháng 10 năm 2004 |
| 48 | 48                  | "Toothache"          | Katalin Móré                                         | Lee Cornes      | Chris Drew      | 26 tháng 10 năm 2004 |
| 49 | 49                  | "In The Pink"        | Katalin Móré                                         | Robin Driscoll  | Chris Drew      | 27 tháng 10 năm 2004 |
| 50 | 50                  | "Dinner for Two"     | Andrei Ignatenko                                     | Jon Canter      | Trevor Ricketts | 28 tháng 10 năm 2004 |
| 51 | 51                  | "Treasure!"          | Katalin Móré                                         | Tony Haase      | Trevor Ricketts | 29 tháng 10 năm 2004 |
| 52 | 52                  | "Homeless"           | Andrei Ignatenko                                     | Robin Driscoll  | Sharon Smith    | 1 tháng 11 năm 2004  |
| Bean bị đuổi khỏi căn hộ khi bà Wicket hiểu lầm rằng Bean đang trốn dưới chăn. |                     |                      |                                                      |                 |                 |                      |

### Phần 4 (2015–16)
Sau 11 năm gián đoạn, phần thứ tư gồm 52 tập sẽ bắt đầu phát sóng vào ngày 16 tháng 2 năm 2015.  Phương pháp hoạt hình chuyển từ mực và sơn kỹ thuật số sang hoạt hình Flash.
| TT. tổng thể | TT. trong loạt phim | Tiêu đề                       | Đạo diễn       | Biên kịch                               | Kịch bản                                                   | Ngày phát hành gốc  |
| --- | ------------------- | ----------------------------- | -------------- | --------------------------------------- | ---------------------------------------------------------- | ------------------- |
| 53 | 1                   | "Home Movie"                  | Tim Fehrenbach | Tony Haase                              | Trevor Ricketts và Bill Elliott                            | 16 tháng 2 năm 2015 |
| Khi Bean biết được cách những người làm phim trở nên nổi tiếng, anh quyết định tạo ra bộ phim kinh dị của riêng mình. |                     |                               |                |                                         |                                                            |                     |
| 54 | 2                   | "Fish Sitting"                | Tim Fehrenbach | Robin Driscoll                          | Benedict Bowen và Bill Elliott                             | 16 tháng 2 năm 2015 |
| Bean phải chăm sóc cá vàng của bà Wicket khi bà đi vắng. Tuy nhiên, có một vấn đề: Scrapper ăn cá, vì vậy sự hỗn loạn xảy ra với cá, Bean và Scrapper. (bắt nguồn từ tập "Cat-Sitting" của phần 2). |                     |                               |                |                                         |                                                            |                     |
| 55 | 3                   | "The Cruise"                  | Tim Fehrenbach | Tony Haase                              | Sharon Smith và Bill Elliott                               | 17 tháng 2 năm 2015 |
| Bean giành chiến thắng và nhận được hai tấm vé cho chuyến đi nghỉ dưỡng trên du thuyền sang trọng cùng Teddy, nhưng anh vô tình nhảy khỏi tàu từ tấm ván của hồ bơi xuống biển khi đang khoe khoang với một người bạn mới, sau đó anh đến một hoang đảo và cố gắng sống sót ở đó. |                     |                               |                |                                         |                                                            |                     |
| 56 | 4                   | "Coconut Shy"                 | Tim Fehrenbach | Ciaran Murtagh và Andrew Barnett Jones  | Benedict Bowen and Bill Elliott                            | 17 tháng 2 năm 2015 |
| Bean háo hức muốn mua một chiếc tách trà mới cho Teddy, nhưng lại không có tiền để mua. Thấy một tấm áp phích về một hội chợ vui chơi giải trí có giải thưởng tiền mặt tại coconut shy, Bean cố gắng giành chiến thắng, nhưng rồi phát hiện ra đó là một trò lừa đảo. |                     |                               |                |                                         |                                                            |                     |
| 57 | 5                   | "Green Bean"                  | Tim Fehrenbach | Robin Driscoll                          | Sharon Smith và Bill Elliott                               | 18 tháng 2 năm 2015 |
| Bà Wicket tắt điện của phòng nơi Bean ở khi bà thấy anh sử dụng quá nhiều. Bean xây dựng một tua-bin gió, nhưng một cơn bão tàn khốc ập đến làm hệ thống bị quá tải điện áp khiến cả thiết bị của Bean và Wicket bị hư hỏng nặng. |                     |                               |                |                                         |                                                            |                     |
| 58 | 6                   | "Cash Machine"                | Tim Fehrenbach | Ciaran Murtagh và Andrew Barnett Jones  | Michelle Dabbs & Peter Mays, Bill Elliott                  | 18 tháng 2 năm 2015 |
| Bean muốn mua một chiếc bánh nướng xốp sang trọng, nhưng cần phải sử dụng máy rút tiền. Sau khi mã PIN của anh bị từ chối và nuốt thẻ của anh, Bean đột nhập vào để lấy lại thẻ trước khi nhận ra rằng anh đã đọc ngược tờ giấy viết tay ghi mã PIN của mình. |                     |                               |                |                                         |                                                            |                     |
| 59 | 7                   | "Litterbugs"                  | Tim Fehrenbach | Robin Driscoll                          | Jean-Paul Vermeulen và Bill Elliott                        | 19 tháng 2 năm 2015 |
| Bean vô cùng tức giận vì tình trạng bừa bộn trên đường phố nên đã tự mình thực hiện nhiệm vụ dọn dẹp thành phố và loại bỏ hết rác thải. |                     |                               |                |                                         |                                                            |                     |
| 60 | 8                   | "Rat Trap"                    | Tim Fehrenbach | Robin Driscoll                          | Sharon Smith và Bill Elliott                               | 19 tháng 2 năm 2015 |
| Bean phải đối phó với một vị khách không mời mà đến, nhưng con chuột bướng bỉnh từ chối rời đi. Ý tưởng duy nhất của Bean để thoát khỏi con chuột là làm như Chàng thổi tiêu xứ Hamelin, nhưng cuối cùng đã không thành và cả đàn chuột bao vây và truy đuổi anh tới cùng. |                     |                               |                |                                         |                                                            |                     |
| 61 | 9                   | "Valentine's Bean"            | Tim Fehrenbach | Robin Driscoll                          | Jean-Paul Vermeulen và Bill Elliott                        | 20 tháng 2 năm 2015 |
| Bean cố tỏ ra lãng mạn với Irma vào Ngày lễ tình nhân, nhưng ý tưởng của anh không phải là điều bạn gái anh thích. Khi Declan bắt đầu tán tỉnh cô tại một hội chợ vui chơi, Bean háo hức chứng tỏ bản thân bằng cách giành giải thưởng trong một cuộc xổ số tìm người thắng giải. |                     |                               |                |                                         |                                                            |                     |
| 62 | 10                  | "All You Can Eat"             | Tim Fehrenbach | Ciaran Murtagh và Andrew Barnett Jones  | Michelle Dabbs & Peter Mays, và Bill Elliott               | 20 tháng 2 năm 2015 |
| Irma sẽ đến ăn tối, nhưng Bean đã quên mất và không có đồ ăn cho cô. Vì vậy, anh đến siêu thị, nơi mà anh sớm tham gia một cuộc thi ăn bánh nướng, trong đó người chiến thắng sẽ được mua sắm miễn phí. |                     |                               |                |                                         |                                                            |                     |
| 63 | 11                  | "Flat Pack"                   | Tim Fehrenbach | Ciaran Murtagh and Andrew Barnett Jones | Paul Stone & Isabel Castellano, Bill Elliott               | 23 tháng 2 năm 2015 |
| Khi tủ sách của Bean bị sập, anh quyết định mua một cái mới. Anh ngạc nhiên và khó chịu khi biết mình phải tự lắp ráp, việc này có vẻ khá dễ dàng, cho đến khi anh nhận ra mình thiếu một con ốc vít. |                     |                               |                |                                         |                                                            |                     |
| 64 | 12                  | "Holiday for Teddy"           | Tim Fehrenbach | Tony Haase                              | Benedict Bowen và Bill Elliott                             | 24 tháng 2 năm 2015 |
| Bean và Teddy đi nghỉ ở bờ biển, nhưng anh bị phân tâm bởi một cô bé hư hỏng chỉ muốn giành giật Teddy. |                     |                               |                |                                         |                                                            |                     |
| 65 | 13                  | "The Newspaper"               | Tim Fehrenbach | Robin Driscoll                          | Paul Stone & Isabel Castellano, Bill Elliott               | 25 tháng 2 năm 2015 |
| Trong khi bà Wicket đi vắng vài ngày, tờ báo bị đánh cắp khỏi hộp thư mỗi ngày. Mong muốn giải quyết bí ẩn, Bean bắt tay vào việc cố gắng bắt quả tang tên trộm. |                     |                               |                |                                         |                                                            |                     |
| 66 | 14                  | "Viral Bean"                  | Tim Fehrenbach | Alex Collier                            | Trevor Ricketts và Bill Elliott                            | 4 tháng 9 năm 2015  |
| Tại thư viện, Bean quan tâm đến video trực tuyến và quyết định tự làm. Sau khi bị đuổi khỏi thư viện vì gây quá nhiều tiếng ồn, Bean vô tình quay cảnh mình đập vào một cây cột gần đó. Video trở nên lan truyền và khiến anh trở nên nổi tiếng chỉ sau một đêm. |                     |                               |                |                                         |                                                            |                     |
| 67 | 15                  | "Super Spy"                   | Tim Fehrenbach | Tony Haase                              | Richard Bazley và Bill Elliott                             | 4 tháng 9 năm 2015  |
| Bị thu hút bởi bộ phim truyền hình Siêu cấp điệp viên yêu thích của mình, Bean quyết định trở thành một điệp viên và mua một bộ đồ nghề. Qua hoạt động do thám của mình, anh trở nên nghi ngờ gia đình nhà Bruisers và theo dõi họ, vì sợ rằng họ có kế hoạch làm điều gì đó phạm pháp. |                     |                               |                |                                         |                                                            |                     |
| 68 | 16                  | "Scout Bean"                  | Tim Fehrenbach | Jimmy Hibbert                           | Sharon Smith và Bill Elliott                               | 4 tháng 9 năm 2015  |
| Khi đội trưởng hướng đạo của Irma bị chấn thương ở chân, Bean vô tình trở thành đội trưởng hướng đạo thay thế để chăm sóc Irma và các hướng đạo sinh của cô. Thật không may, nỗi ám ảnh của Bean với việc sưu tập huy hiệu chỉ khiến các hướng đạo sinh không vui. |                     |                               |                |                                         |                                                            |                     |
| 69 | 17                  | "Back to School"              | Tim Fehrenbach | Ciaran Murtagh và Andrew Barnett Jones  | Richard Bazley và Bill Elliott                             | 4 tháng 9 năm 2015  |
| Bean bị nhầm lẫn là giáo viên mới khi đỗ xe ở một trường học để mua sữa. Anh sớm thấy mình được giao phụ trách một lớp học gồm những thanh thiếu niên phạm pháp, thúc đẩy anh dạy cho chúng một bài học về cách cư xử và cách cư xử tốt. |                     |                               |                |                                         |                                                            |                     |
| 70 | 18                  | "Lord Bean"                   | Tim Fehrenbach | Ciaran Murtagh và Andrew Barnett Jones  | Mark Marren và Bill Elliott                                | 4 tháng 9 năm 2015  |
| Trong khi vẽ phả hệ của các vị vua tại thư viện, một bà lão nói với Bean rằng anh trông giống một vị vua tên là Lãnh chúa Bean trong cuốn sách bà đang đọc. Bean đến Scotland nơi có lâu đài của Lãnh chúa Bean để khám phá. Những người hầu ở đó nhầm lẫn anh với Lãnh chúa Bean. Ở đó, anh vô tình khám phá ra những nơi bí mật và khi anh tìm thấy Lãnh chúa Bean giống hệt anh, hắn ta đã đưa anh ra ngoài. |                     |                               |                |                                         |                                                            |                     |
| 71 | 19                  | "Car Wars"                    | Tim Fehrenbach | Robin Driscoll                          | Trevor Ricketts và Bill Elliott                            | 7 tháng 9 năm 2015  |
| Sau một lần đụng độ khác với Bean theo kiểu thông thường, Reliant Supervan cuối cùng đã trả thù Bean bằng cách khiến anh đâm chiếc Mini của mình vào một chiếc xe tải chở đầy hàng hóa dễ vỡ và rơi xuống một cái ao trong công viên. Đêm đó, Bean bị Reliant đuổi theo trong chiếc Mini của mình đến một bãi phế liệu, nơi tài xế lẻn ra khỏi chiếc Reliant và nghiền nát chiếc Mini của anh thành khối phế thải. Ngày hôm sau, Bean mang những gì còn lại của chiếc Mini đến một gara để lắp ráp lại. |                     |                               |                |                                         |                                                            |                     |
| 72 | 20                  | "Wedding Day"                 | Tim Fehrenbach | Ciaran Murtagh và Andrew Barnett Jones  | Michelle Dabbs & Peter Mays, Bill Elliott                  | 8 tháng 9 năm 2015  |
| Trong khi Bean đang mua hoa cho sinh nhật của Irma, một chiếc xe hoa đâm vào cột đèn, Bean phải đến cứu và chở cô dâu đến địa điểm tổ chức tiệc cưới. Trong quá trình di chuyển, Irma đi ngang qua và Bean phớt lờ lời hứa sinh nhật của cô, khiến Irma tức giận đuổi theo Bean khắp thị trấn, tin rằng anh không chung thủy. Bean cố gắng đưa cô dâu đến đúng giờ và sau lễ cưới, cô dâu tung hoa cưới và Irma đã bắt được nó. Lưu ý: Tập phim này có liên quan đến tập Young Bean của Phần 2 và cũng tương tự như tập Double Trouble của Phần 3. |                     |                               |                |                                         |                                                            |                     |
| 73 | 21                  | "Bean Phone"                  | Tim Fehrenbach | Ciaran Murtagh và Andrew Barnett Jones  | Les Eaves và Bill Elliott                                  | 9 tháng 9 năm 2015  |
| Sau khi gặp một người đàn ông có điện thoại thông minh, Bean quyết định rằng mình cũng muốn có một chiếc, nhưng không đủ tiền mua. Thay vào đó, anh tạo ra một vật thể giống như điện thoại thông minh; một chiếc ba lô lớn có "ứng dụng" điện thoại thông minh. Để kiểm tra các tính năng điều hướng từ ba lô của Bean so với điện thoại thông minh của mình, người đàn ông đó chạy đua với Bean đến Cầu Tháp Luân Đôn. |                     |                               |                |                                         |                                                            |                     |
| 74 | 22                  | "Hotel Bean"                  | Tim Fehrenbach | Tony Haase                              | Richard Bazley và Bill Elliott                             | 10 tháng 9 năm 2015 |
| Bean có một số vị khách Nhật Bàn bất ngờ đến thăm và nghĩ rằng anh đang điều hành một khách sạn. |                     |                               |                |                                         |                                                            |                     |
| 75 | 23                  | "Jurassic Bean"               | Tim Fehrenbach | Robin Driscoll                          | Leigh Fieldhouse và Bill Elliott                           | 11 tháng 9 năm 2015 |
| Trong khi chụp ảnh động vật hoang dã, Bean tìm thấy những dấu chân khủng long lớn trên mặt đất và bắt đầu chạy trốn, nhưng sau đó nảy ra ý tưởng chụp ảnh chúng với hy vọng trở nên nổi tiếng. Tuy nhiên, con khủng long hóa ra lại là một phần của bối cảnh cho bộ phim có tên Người hùng kỷ Jura, trong đó có Bean trở thành ngôi sao. |                     |                               |                |                                         |                                                            |                     |
| 76 | 24                  | "Caring Bean"                 | Tim Fehrenbach | Alex Collier                            | Paul Stone & Isabel Castellano, Bill Elliott               | 14 tháng 9 năm 2015 |
| Khi bà Wicket vô tình bị vô hiệu hóa bởi chiếc xe đồ chơi của Bean, Bean chăm sóc bà, nhưng điều đó chỉ làm anh bối rối khi bà Wicket gọi anh bằng cách bấm chuông bất ngờ. Khi Scrapper làm hỏng bếp của Bean, anh trở thành nô lệ của bà cho đến khi phát ngán với điều này. Trong khi bà Wicket đang ngủ, Bean trả thù bằng cách đặt những chiếc xe đồ chơi của mình dưới ghế của bà, điều khiển cả chiếc ghế và bà Wicket bị mắc kẹt trong nhà kho. |                     |                               |                |                                         |                                                            |                     |
| 77 | 25                  | "Opera Bean"                  | Tim Fehrenbach | Jimmy Hibbert                           | Richard Bazley và Bill Elliott                             | 15 tháng 9 năm 2015 |
| Vì chiếc Mini của anh bị hỏng và đến muộn để gặp Irma ở nhà hát opera, Bean đi bộ đến nhưng bị từ chối vào vì trang phục dơ bẩn. Buộc phải mượn một số quần áo từ tiệm giặt ủi địa phương, Bean bị nhầm là ngôi sao của chương trình và cuối cùng phải trình diễn vở opera hay nhất trong đời trên sân khấu. Lưu ý: Tập phim này có bài hát "O mio babbino caro". |                     |                               |                |                                         |                                                            |                     |
| 78 | 26                  | "Taxi Bean"                   | Tim Fehrenbach | Ciaran Murtagh và Andrew Barnett Jones  | Les Eaves và Bill Elliott                                  | 16 tháng 9 năm 2015 |
| Khi một trong những chiếc xe đồ chơi trong bộ đường đua của mình vô tình bị hỏng, Bean đã đến cửa hàng đồ chơi để mua một bộ mới. Chiếc Mini của anh bị xẹp lốp, vì vậy anh đã đi taxi. Nhưng tài xế cố tình lái xe đưa Bean đi vòng quanh Luân Đôn để kiếm được nhiều tiền hơn, và dừng lại ở một trạm xăng và nghỉ ngơi một lúc lâu trong một quán cà phê, bỏ rơi Bean bên trong và đồng hồ tính tiền taxi vẫn chạy. Bean liền trốn thoát, nhưng bị nhầm lẫn là tài xế và cuối cùng đã chở ba khách hàng, kiếm được hơn 250 bảng Anh tiền cước, nhưng đã xoay sở để đưa taxi trở lại trạm xăng mà không bị bắt. Khi tài xế taxi thả Bean xuống, tiền cước chỉ là 85 xu. Cuối cùng Bean đã đến cửa hàng đồ chơi và mua một bộ đường đua tinh xảo gần như lấp đầy căn phòng của mình. |                     |                               |                |                                         |                                                            |                     |
| 79 | 27                  | "Muscle Bean"                 | Tim Fehrenbach | Alex Collier                            | Richard Bazley và Bill Elliott                             | 4 tháng 1 năm 2016  |
| Bean cần gây ấn tượng với Irma, người đang say mê anh chàng giao hàng đẹp trai. Bean cố gắng cải thiện vóc dáng của mình tại phòng tập thể dục nhưng vô ích. Thay vào đó, anh mua một bộ đồ cơ bắp bơm hơi, nhưng khi đi chơi với Irma, bộ đồ bắt đầu bị rò rỉ và Bean phải vật lộn để sửa nó trong khi trốn Irma bằng cách dán nhãn dán vào phần bị rò rỉ và đổ đầy khí vào. Thật không may, vì anh vừa mới đổ đầy khí heli nên anh bắt đầu bay và đáp xuống ngọn cây. Khi người giao hàng không cứu được Bean, Irma thay vào đó cứu Bean, mất trái tim mình vào tay người giao hàng trong khi Bean xin lỗi Irma vì đã lừa dối cô. Sau đó, Bean và Irma lại đi chơi với nhau và Bean tặng cô một quả bóng cơ bắp. |                     |                               |                |                                         |                                                            |                     |
| 80 | 28                  | "A New Friend"                | Tim Fehrenbach | Tony Haase                              | Richard Bazley và Bill Elliott                             | 5 tháng 1 năm 2016  |
| Một con mòng biển muốn kết bạn với Bean, nhưng tiếng kêu của nó làm phiền bà Wicket, vì vậy Bean quyết định đuổi nó ra khỏi căn hộ của mình, nhưng con mòng biển vẫn ngoan cố không chịu rời đi. Bean cố gắng lừa con mòng biển rời khỏi căn hộ của mình, nhưng không thành công. Khi bà Wicket khiển trách Bean lần thứ hai, con mòng biển cuối cùng cũng rời đi. Khi một con chim nhỏ khác muốn kết bạn với Bean, anh liền từ chối |                     |                               |                |                                         |                                                            |                     |
| 81 | 29                  | "The Lift"                    | Tim Fehrenbach | Ciaran Murtagh và Andrew Barnett Jones  | Leigh Fieldhouse và Bill Elliott                           | 6 tháng 1 năm 2016  |
| Bean đi thang máy lên tầng cao nhất của một cửa hàng bách hóa, nhưng Teddy vô tình bị kẹt ở cửa, khiến thang máy bị hỏng và ngừng hoạt động. Sau khi lính cứu hỏa cạy cửa cabin thang máy bằng xà beng và đưa Teddy ra, Bean mua chiếc ô tô đồ chơi cuối cùng giống với chiếc Mini của mình, nhưng thay vào đó lại đưa cho một cậu bé để đổi lấy Teddy. |                     |                               |                |                                         |                                                            |                     |
| 82 | 30                  | "Dig This"                    | Tim Fehrenbach | Ciaran Murtagh và Andrew Barnett Jones  | Paul Stone & Isabel Castellano, Bill Elliott               | 7 tháng 1 năm 2016  |
| Bean đào một cái hố trong vườn và tìm thấy một quả bom, anh cố gắng cảnh báo bà Wicket và bạn của bà, nhưng họ không tin anh, khiến Bean phải tự mình cố gắng gỡ bom. Do Scrapper làm anh mất tập trung, Bean đã vô tình cắt nhầm dây khiến bộ đếm thời gian tăng tốc. Anh cố gắng kéo bà Wicket và bạn của bà đến quả bom, khiến họ nhanh chóng cố thủ trong tòa nhà chung cư. Khi Bean nhận thấy Teddy ở gần quả bom, anh đã cứu được nó nhưng không thể đưa Scrapper vào căn hộ ngay khi quả bom phát nổ, khiến Scrapper bay vào hồ bơi của gia đình nhà Bruisers và bùn rơi xuống một người nhà Bruisers. Khi một đường ống nước bị vỡ trong miệng hố phun nước ra ngoài, Bean biến miệng hố đầy bùn thành một hồ bơi tự chế để anh, bà Wicket và bạn của bà thư giãn trong khi gia đình nhà Bruisers trừng mắt nhìn họ. |                     |                               |                |                                         |                                                            |                     |
| 83 | 31                  | "Bean Hypnotised"             | Tim Fehrenbach | Alex Collier                            | Les Eaves và Bill Elliott                                  | 8 tháng 1 năm 2016  |
| Bean tham dự một chương trình biểu diễn thôi miên trên sân khấu nơi anh vô tình tình nguyện bị thôi miên. Khi nhà thôi miên học khiến Bean nghĩ rằng mình là một con chó, anh chạy về nhà và đuổi theo Scrapper khắp vườn và khu chung cư. |                     |                               |                |                                         |                                                            |                     |
| 84 | 32                  | "Car Wash"                    | Tim Fehrenbach | Ciaran Murtagh và Andrew Barnett Jones  | Colin White và Bill Elliott                                | 11 tháng 1 năm 2016 |
| Sau khi một con chim bồ câu bướng bỉnh thải phân lên chiếc Mini của mình, Bean đã rửa xe thật sạch. Một người lái xe đi ngang qua, ấn tượng với chiếc xe sáng bóng, đã nhờ Bean rửa xe cho mình, trả anh 10 bảng Anh, và Bean đã xây dựng một chiếc máy rửa xe tạm thời bên lề đường. Nhiều người lái xe đi ngang qua nghĩ rằng Bean đang điều hành một tiệm rửa xe, và anh rửa xe cho họ trong khi bà Wicket mời họ trà và bánh quy. Cuối cùng, Bean rửa một chiếc xe màu xanh hoàng gia thuộc sở hữu của Nữ hoàng, nhưng một đàn chim đi ngang qua đã thải phân khắp xe. Khi phương pháp loại bỏ thông thường là sử dụng bàn chải sắt để cạo sạch không hiệu quả, Bean đã sử dụng máy trộn chạy điện để loại bỏ mớ hỗn độn, nhưng vô tình làm xước lớp sơn trên xe trong quá trình này. Để bù đắp cho điều này, Bean mài toàn bộ lớp sơn màu xanh trên xe, để lộ lớp kim loại màu bạc bên dưới, chỉ để bị các sĩ quan làm phiền. Một lúc sau, Nữ hoàng bước ra khỏi xe và thích thú với diện mạo mới và cảm ơn Bean vì tất cả những công sức của anh. Sau khi Bean nhận được một khoản thanh toán đáng kể và Nữ hoàng rời đi, bà Wicket đã lấy hết toàn bộ số tiền. |                     |                               |                |                                         |                                                            |                     |
| 85 | 33                  | "Where Did You Get That Cat?" | Tim Fehrenbach | Jimmy Hibbert                           | Leigh Fieldhouse và Bill Elliott                           | 12 tháng 1 năm 2016 |
| Bà Wicket có một chiếc mũ mới trông rất giống Scrapper. Trong cuộc rượt đuổi giữa Bean và Scrapper, Scrapper vô tình làm đổ tủ đựng đồ của bà Wicket, làm hỏng chiếc mũ. Bean nhầm lẫn chiếc mũ là Scrapper thật và mang nó đến bác sĩ thú y. Lưu ý: Tập phim này cũng bắt nguồn từ tập "Dead Cat" của phần 2. |                     |                               |                |                                         |                                                            |                     |
| 86 | 34                  | "Valuable Lessons"            | Tim Fehrenbach | Robin Driscoll                          | Paul Stone & Isabel Castellano, Bill Elliott               | 13 tháng 1 năm 2016 |
| Sau khi nhận thấy Bean và bà Wicket có rất nhiều tiền, bộ đôi kẻ trộm đã lập ra một kế hoạch độc ác, trong đó một tên cải trang thành một quý ông để kết hôn với bà Wicket với hy vọng lấy trộm được tiền của bà. Cuối cùng, bọn trộm lại bị bắt nhưng điều này khiến bà Wicket đau khổ. Lưu ý: Đây là tập phim hoạt hình duy nhất mà Bean không đóng vai trò lớn, cũng như là vai chính duy nhất của Bộ đôi kẻ trộm trong phần về sau. |                     |                               |                |                                         |                                                            |                     |
| 87 | 35                  | "Halloween"                   | Tim Fehrenbach | Alex Collier                            | Les Eaves và Bill Elliott                                  | 14 tháng 1 năm 2016 |
| Vào đêm Halloween, Bean chuẩn bị tặng bọn trẻ một số trò lừa và quà mà chúng sẽ không bao giờ quên nhưng lại bị cuốn theo những trò đùa ma quái của mình và trở thành mục tiêu của những trò lừa thậm chí còn độc ác hơn của gia đình nhà Bruisers. |                     |                               |                |                                         |                                                            |                     |
| 88 | 36                  | "Bean Painting"               | Tim Fehrenbach | Tony Haase                              | Richard Bazley và Bill Elliott                             | 15 tháng 1 năm 2016 |
| Trong khi vẽ một bức tranh về Teddy, Bean vô tình làm đổ một ít sơn màu xanh lục cây lên tường. Anh đến một cửa hàng DIY và mua hai hộp sơn màu nâu, nhưng lại vô tình mang về nhà những hộp sơn màu xanh lục của một khách hàng khác. Khi Bean về nhà, anh sơn toàn bộ màu xanh lục lên giấy dán tường và trải qua một loạt cơn ác mộng. |                     |                               |                |                                         |                                                            |                     |
| 89 | 37                  | "Wrestle Bean"                | Tim Fehrenbach | Alex Collier                            | Paul Stone & Isabel Castellano, Bill Elliott               | 18 tháng 1 năm 2016 |
| Bean tình cờ trở thành nhà vô địch đấu vật với sự giúp đỡ của bà Wicket và bạn của bà. |                     |                               |                |                                         |                                                            |                     |
| 90 | 38                  | "Rare Bird"                   | Tim Fehrenbach | Tony Haase                              | Paul Stone & Isabel Castellano, Bill Elliott               | 19 tháng 1 năm 2016 |
| Bean đang rất muốn tiêu diệt loài chim khó nắm bắt cuối cùng trong cuốn sổ ghi chép về loài chim của mình. |                     |                               |                |                                         |                                                            |                     |
| 91 | 39                  | "Bean's Safari"               | Tim Fehrenbach | Jimmy Hibbert                           | Leigh Fieldhouse và Bill Elliott                           | 20 tháng 1 năm 2016 |
| Bean đến thăm một khu dã sinh, nơi anh thu hút sự chú ý của một chú khỉ con, và vô tình đưa chú khỉ về nhà bằng chiếc Mini của mình. Sau khi nghe tin chú khỉ đã bị đánh cắp, Bean đã xoay sở để trả lại nó một cách an toàn mà không bị bắt. |                     |                               |                |                                         |                                                            |                     |
| 92 | 40                  | "A Round of Golf"             | Tim Fehrenbach | Ciaran Murtagh và Andrew Barnett Jones  | Paul Stone & Isabel Castellano, Bill Elliott               | 22 tháng 2 năm 2016 |
| Bean thích chơi golf nên đã tạo một sân golf riêng trong căn hộ của mình và mời Irma đến chơi một ván. |                     |                               |                |                                         |                                                            |                     |
| 93 | 41                  | "Superhero Bean"              | Tim Fehrenbach | Alex Collier                            | Paul Stone & Isabel Castellano, Bill Elliott               | 23 tháng 2 năm 2016 |
| Bean trở thành siêu anh hùng trong nỗ lực ngăn chặn tên trộm xảo quyệt đã đánh cắp ví và đồ trang sức của bà Wicket. |                     |                               |                |                                         |                                                            |                     |
| 94 | 42                  | "What a Load of Rubbish"      | Tim Fehrenbach | Ciaran Murtagh và Andrew Barnett Jones  | Les Eaves và Bill Elliott                                  | 24 tháng 2 năm 2016 |
| Bean hơi quá phấn khích khi dọn dẹp căn hộ của mình. Teddy vô tình bị ném đi và nằm trong bãi rác. |                     |                               |                |                                         |                                                            |                     |
| 95 | 43                  | "The Robot"                   | Tim Fehrenbach | Jimmy Hibbert                           | Richard Bazley và Bill Elliott                             | 25 tháng 2 năm 2016 |
| Bean mua một con robot để giúp anh dọn dẹp căn hộ, nhưng cuối cùng nó lại gây ra sự tàn phá khắp Luân Đôn sau khi bị trục trặc. |                     |                               |                |                                         |                                                            |                     |
| 96 | 44                  | "Ice Cream"                   | Tim Fehrenbach | Ciaran Murtagh và Andrew Barnett Jones  | Paul Stone & Isabel Castellano, Bill Elliott               | 26 tháng 2 năm 2016 |
| Bean muốn mua một cây kem từ xe bán kem nhưng cuối cùng lại phải tự phục vụ mình cùng với tất cả trẻ em trong thị trấn. |                     |                               |                |                                         |                                                            |                     |
| 97 | 45                  | "Birthday Party"              | Tim Fehrenbach | Ciaran Murtagh và Andrew Barnett Jones  | Krystal Georgiou, Bill Elliott, và Jess Jackson            | 29 tháng 2 năm 2016 |
| Bean cảm thấy chán nản vì mọi người đã quên mất sinh nhật của anh. Khi biết rằng bà Wicket đang tổ chức tiệc ở tầng dưới, anh cố gắng lẻn vào, nhưng người gác cổng từ chối cho Bean vào vì anh không có giấy mời. Sau nhiều lần cố gắng vào nhưng không thành công, Bean tìm thấy giấy mời của mình, thứ đã được giấu dưới tấm thảm chùi chân của anh suốt thời gian qua. Cuối cùng, Bean cũng được phép vào nhưng rồi phát hiện ra rằng bữa tiệc vừa kết thúc và đáng lẽ ra là tiệc dành cho anh. |                     |                               |                |                                         |                                                            |                     |
| 98 | 46                  | "In the Garden"               | Tim Fehrenbach | Robin Driscoll                          | Michelle Dabbs & Peter Mays, Bill Elliott, và Jess Jackson | 1 tháng 3 năm 2016  |
| Bean cố gắng cắt cỏ trong vườn nhưng thấy khó khăn và bất tiện. |                     |                               |                |                                         |                                                            |                     |
| 99 | 47                  | "A Magic Day Out"             | Tim Fehrenbach | Alex Collier                            | Leigh Fieldhouse và Bill Elliott                           | 2 tháng 3 năm 2016  |
| Bean và Irma đi nghỉ một ngày ở bờ biển, nơi hành lý của họ vô tình bị tráo đổi với hành lý của một ảo thuật gia sân khấu. |                     |                               |                |                                         |                                                            |                     |
| 100 | 48                  | "Ball Pool"                   | Tim Fehrenbach | Ciaran Murtagh và Andrew Barnett Jones  | Richard Bazley và Bill Elliott                             | 4 tháng 3 năm 2016  |
| Bean muốn chơi ở trung tâm vui chơi mềm địa phương, nhưng bị từ chối vào vì nơi đó chỉ dành cho trẻ em. Anh cố gắng lẻn vào và tận hưởng phần còn lại của khu vui chơi mềm cho đến khi cha mẹ khó chịu gọi nhân viên bảo vệ để buộc Bean rời đi. Thay vào đó, Bean quyết định biến căn hộ của mình thành khu vui chơi, nhưng điều này bất ngờ thu hút khách đến thăm. |                     |                               |                |                                         |                                                            |                     |
| 101 | 49                  | "Pizza Bean"                  | Tim Fehrenbach | Ciaran Murtagh và Andrew Barnett Jones  | Krystal Georgiou và Bill Elliott                           | 7 tháng 3 năm 2016  |
| Bean gọi một chiếc pizza mang về, nhưng khi được giao đến, anh cảm thấy khó chịu vì kích thước nhỏ bất thường. Bean quyết định tự nướng pizza và thành lập công ty giao pizza tại nhà, nhưng điều này sớm khiến anh gặp rắc rối lớn với Don Crustyoni, người đứng đầu đế chế pizza lớn nhất địa phương. Một cuộc chiến xảy ra giữa hai người và kết thúc bằng việc Bean ném chiếc pizza của mình vào mặt Don. Ấn tượng với hương vị của chiếc pizza, Don hỏi bí mật đằng sau nó, và Bean cho anh ta xem cỗ máy dùng để làm pizza. Bean chấp nhận lời đề nghị bán cỗ máy cho Don. |                     |                               |                |                                         |                                                            |                     |
| 102 | 50                  | "The Photograph"              | Tim Fehrenbach | Alex Collier                            | Richard Bazley và Bill Elliott                             | 8 tháng 3 năm 2016  |
| Nhân viên làm thủ tục tại sân bay từ chối cho Bean lên máy bay vì hộ chiếu của anh không có ảnh, vì vậy Bean cố gắng chụp một hình mới. Tuy nhiên, những nỗ lực của anh đều thất bại: anh hoảng loạn bên trong một buồng chụp ảnh, khiến những bức ảnh bị hỏng và không được thực hiện đúng cách, và anh không muốn chờ đợi khi xếp hàng để thử lại. Anh còn lén vào trong hình chụp từ máy ảnh Polaroid của một khách du lịch nhưng bức ảnh bị rách trong một cuộc ẩu đả với khách du lịch. Anh đi tàu lượn siêu tốc tại một khu vui chơi giải trí, nhưng trong ảnh chụp từ máy ảnh trên đường sắt, khuôn mặt của anh bị che khuất một phần bởi cà vạt. Trong nỗ lực cuối cùng, Bean tiến hành kích hoạt máy quay tốc độ, nhưng anh bị phát hiện khi đang cố tháo rời máy quay và bị hai cảnh sát gần đó bắt giữ. Sau khi được thả khỏi đồn cảnh sát, Bean đã đặt hình cảnh sát của mình vào hộ chiếu và nhân viên làm thủ tục tại sân bay cuối cùng đã chấp nhận. Tuy nhiên, lúc này chuyến bay của anh đã khởi hành. |                     |                               |                |                                         |                                                            |                     |
| 103 | 51                  | "Dancing Bean"                | Tim Fehrenbach | Jimmy Hibbert                           | Richard Bazley, Bill Elliott, và Jess Jackson              | 9 tháng 3 năm 2016  |
| Bean học khiêu vũ để gây ấn tượng với Irma. |                     |                               |                |                                         |                                                            |                     |
| 104 | 52                  | "Bean Shopping"               | Tim Fehrenbach | Jimmy Hibbert                           | Leigh Fieldhouse và Bill Elliott                           | 10 tháng 3 năm 2016 |
| Bean vô tình bị bỏ rơi trong một cửa hàng bách hóa qua đêm nhưng đã có khoảng thời gian tuyệt vời cho đến khi chạm trán với một tên trộm. |                     |                               |                |                                         |                                                            |                     |

### Tập đặc biệt ngắn (2018)
| Tiêu đề | Đạo diễn     | Biên kịch  | Kịch bản                  | Ngày phát hành gốc   |
| --- | ------------ | ---------- | ------------------------- | -------------------- |
| "Diamonds Are a Bean's Best Friend" | Dave Osborne | Earl Kress | Paul Stone & Robert Smith | 30 tháng 10 năm 2018 |
| Trong đoạn phim ngắn 3 phút độc quyền này trên YouTube, Bean nhận được giải thưởng Nút play Kim cương của YouTube vì đã vượt qua con số 10.000.000 người đăng ký qua thư. |              |            |                           |                      |

### Phần 5 (2019)
Sau 3 năm gián đoạn lần thứ hai, phần thứ năm gồm 26 tập đã được công chiếu vào ngày 9 tháng 4 năm 2019 trên CITV cũng như trên các kênh Turner trên toàn thế giới
| TT. tổng thể | TT. trong loạt phim | Tiêu đề              | Đạo diễn     | Biên kịch                              | Kịch bản                         | Ngày phát hành gốc  |
| --- | ------------------- | -------------------- | ------------ | -------------------------------------- | -------------------------------- | ------------------- |
| 105 | 1                   | "Game Over"          | Dave Osborne | Ciaran Murtagh và Andrew Barnett Jones | David Stoten và Robert Smith     | 9 tháng 4 năm 2019  |
| Sau khi được cháu trai của bà Wicket giới thiệu về trò chơi điện tử, Bean quyết định mua cho mình một máy chơi game console. |                     |                      |              |                                        |                                  |                     |
| 106 | 2                   | "Special Delivery"   | Dave Osborne | Alex Collier                           | Bill Elliott và Robert Smith     | 9 tháng 4 năm 2019  |
| Bean buộc phải ở nhà để nhận hàng là ghế dài mới của bà Wicket, vì vậy anh đã cải trang thành phụ nữ để nhận hàng và kết thúc với việc người giao hàng nhầm lẫn anh là một cô gái. |                     |                      |              |                                        |                                  |                     |
| 107 | 3                   | "A Dog's Life"       | Dave Osborne | Ciaran Murtagh và Andrew Barnett Jones | Hugh La Terriere và Robert Smith | 16 tháng 4 năm 2019 |
| Bean được giao nhiệm vụ trông chừng chú chó Mopsy của Irma, nhưng Mopsy là một chú chó rất bướng bỉnh và nuôi rất nhiều chó cưng. |                     |                      |              |                                        |                                  |                     |
| 108 | 4                   | "The Big Stink"      | Dave Osborne | Ciaran Murtagh và Andrew Barnett Jones | Benedict Bowen và Robert Smith   | 16 tháng 4 năm 2019 |
| Mr. Bean vô tình làm chiếc Mini của mình rơi xuống một vũng bùn nhão, vì vậy Bean vô cùng muốn cố gắng làm sạch lại bản thân, chiếc Mini và Teddy của mình. |                     |                      |              |                                        |                                  |                     |
| 109 | 5                   | "Birthday Bother"    | Dave Osborne | Alex Collier                           | Alun Edwards và Robert Smith     | 23 tháng 4 năm 2019 |
| Vào ngày sinh nhật của Irma, Bean viết hai tấm thiệp: một tấm thiệp đẹp và một tấm thiệp ngớ ngẩn. Thật không may, anh đã nhầm lẫn phong bì và do đó gửi nhầm tấm thiệp. Sau khi nhận được tấm thiệp ngớ ngẩn từ người đưa thư vào ngày hôm sau, Bean vô tình đưa cho Irma tấm thiệp xấu, vì vậy Irma đã xông vào nhà của chính cô. Sau đó, Bean cố gắng thu hút sự chú ý của Irma. |                     |                      |              |                                        |                                  |                     |
| 110 | 6                   | "Bed Bean"           | Dave Osborne | Alex Collier                           | Hugh La Terriere và Robert Smith | 23 tháng 4 năm 2019 |
| Bean vô tình làm hỏng giường sau khi sử dụng nó như một tấm bạt lò xo, vì vậy anh cố gắng sửa nó nhưng không thành. Sáng hôm sau, Bean đến cửa hàng để mua một chiếc giường hoàn toàn mới. |                     |                      |              |                                        |                                  |                     |
| 111 | 7                   | "Spa Day"            | Dave Osborne | Alex Collier                           | Bill Elliott và Robert Smith     | 30 tháng 4 năm 2019 |
| Khi bà Wicket đi spa thì Bean lại ở trong xe. |                     |                      |              |                                        |                                  |                     |
| 112 | 8                   | "Charity Bean"       | Dave Osborne | Ciaran Murtagh và Andrew Barnett Jones | Benedict Bowen và Robert Smith   | 30 tháng 4 năm 2019 |
| Tại hội chợ, Irma khuyến khích Bean gặp mặt trực tiếp ngôi sao từ thiện Declan để giúp gây quỹ cho một khu bảo tồn lừa. |                     |                      |              |                                        |                                  |                     |
| 113 | 9                   | "Bean Encore"        | Dave Osborne | Denise Cassar                          | Alun Edwards và Robert Smith     | 7 tháng 5 năm 2019  |
| The Great Eduardo, nghệ sĩ vĩ cầm tuyệt đỉnh, đang ở thị trấn và Irma muốn đến buổi hòa nhạc, nhưng Bean khẳng định rằng anh có thể chơi vĩ cầm tốt hơn. Lưu ý: Không giống như bất kỳ tập phim nào khác, phần giới thiệu ở cuối tập phim có đoạn phối lại bằng tiếng vĩ cầm lệch tông với giai điệu gốc trong bài nhạc chủ đề.                                                     |                     |                      |              |                                        |                                  |                     |
| 114 | 10                  | "Mobile Home"        | Dave Osborne | Alex Collier                           | Hugh La Terriere và Robert Smith | 7 tháng 5 năm 2019  |
| Wince đưa bà Wicket đi nghỉ trên chiếc xe kéo du lịch mới toanh của mình và Bean bị bỏ rơi phía sau, sau đó anh quyết định tự đóng chiếc xe kéo du lịch của riêng mình. |                     |                      |              |                                        |                                  |                     |
| 115 | 11                  | "Haunted House"      | Dave Osborne | Ciaran Murtagh và Andrew Barnett Jones | Benedict Bowen và Robert Smith   | 14 tháng 5 năm 2019 |
| Bean gây ấn tượng với một số đứa trẻ trong công viên bằng kỹ năng chơi bóng đá của mình, nhưng cuối cùng lại vô tình đá quả bóng quá mạnh, khiến nó bay vào một ngôi nhà đổ nát và trông đáng sợ. |                     |                      |              |                                        |                                  |                     |
| 116 | 12                  | "Eau de Bean"        | Dave Osborne | Ciaran Murtagh và Andrew Barnett Jones | Sam Dransfield và Robert Smith   | 14 tháng 5 năm 2019 |
| Bean vô tình làm đổ toàn bộ lọ nước hoa chanh đắt tiền mới của bà Wicket xuống sàn và cố gắng che giấu tội ác cũng như xóa bỏ dấu vết. |                     |                      |              |                                        |                                  |                     |
| 117 | 13                  | "Running on Empty"   | Dave Osborne | Ciaran Murtagh và Andrew Barnett Jones | Alun Edwards và Robert Smith     | 21 tháng 5 năm 2019 |
| Bean đang trên đường đến bờ biển thì chiếc Mini hết xăng. Không nản lòng, anh cố gắng đẩy xe, nhưng vì lý do nào đó, những người làm việc thiện không muốn giúp anh đến tận bãi biển. |                     |                      |              |                                        |                                  |                     |
| 118 | 14                  | "Bean Bug"           | Dave Osborne | Ciaran Murtagh và Andrew Barnett Jones | Bill Elliott và Robert Smith     | 30 tháng 9 năm 2019 |
| Bean ở lại với bà Wicket trong 24 giờ khi anh bị bọ chét tấn công, nhưng bà bắt anh phải làm nhiều việc nhà. Sau đó, bà Wicket bị bọ chét tấn công và ở lại với Bean, nhưng phàn nàn về sự bừa bộn trong phòng anh. |                     |                      |              |                                        |                                  |                     |
| 119 | 15                  | "Coffee Bean"        | Dave Osborne | Ciaran Murtagh và Andrew Barnett Jones | Benedict Bowen và Robert Smith   | 30 tháng 9 năm 2019 |
| Sau khi vô tình gọi một tách espresso nhỏ có giá 5 bảng Anh, Bean quyết tâm pha chế tách cà phê ngon nhất từ trước đến nay và làm giàu bằng cách pha chế nó. |                     |                      |              |                                        |                                  |                     |
| 120 | 16                  | "The Big Freeze"     | Dave Osborne | Ciaran Murtagh và Andrew Barnett Jones | Alun Edwards và Robert Smith     | 1 tháng 10 năm 2019 |
| Trời lạnh, lò hơi không hoạt động và Bean phải nhanh chóng làm ấm người. Cuối cùng, Bean bị nhốt bên ngoài nhà mà không có áo khoác và bị kẹt ở ngoài đó vì bà Wicket đang ngủ. |                     |                      |              |                                        |                                  |                     |
| 121 | 17                  | "Scrapper Cleans Up" | Dave Osborne | Ciaran Murtagh và Andrew Barnett Jones | Hugh La Terriere và Robert Smith | 1 tháng 10 năm 2019 |
| Bean đưa Scrapper vào một cuộc thi sắc đẹp để anh có thể giành giải nhất là một kỳ nghỉ ở Paris để thực hiện lời hứa với Irma. Tuy nhiên, bà Wicket đã đánh cắp giải thưởng của anh. |                     |                      |              |                                        |                                  |                     |
| 122 | 18                  | "Coach Trip"         | Dave Osborne | Ciaran Murtagh và Andrew Barnett Jones | David Stoten và Robert Smith     | 2 tháng 10 năm 2019 |
| Bean cải trang thành một người đã về hưu và lữ khách, Bean bắt đầu trở nên ồn ào. |                     |                      |              |                                        |                                  |                     |
| 123 | 19                  | "Save That Tree"     | Dave Osborne | Alex Collier                           | Alun Edwards và Robert Smith     | 2 tháng 10 năm 2019 |
| Bean trèo lên cây yêu thích của mình để ngăn nó khỏi bị chặt. |                     |                      |              |                                        |                                  |                     |
| 124 | 20                  | "For Sale"           | Dave Osborne | Ciaran Murtagh và Andrew Barnett Jones | David Stoten và Robert Smith     | 3 tháng 10 năm 2019 |
| Bà Wicket bị ép phải rao bán ngôi nhà. Bean lo lắng rằng mình sẽ trở thành người vô gia cư, đã can thiệp bằng những cách phá hoại để ngăn chặn việc bán nhà. |                     |                      |              |                                        |                                  |                     |
| 125 | 21                  | "Jumping Bean"       | Dave Osborne | Alex Collier                           | Benedict Bowen và Robert Smith   | 3 tháng 10 năm 2019 |
| Bean thi đấu với Bruisers tại sân trượt ván địa phương bằng xe lăn chạy điện. |                     |                      |              |                                        |                                  |                     |
| 126 | 22                  | "Cat Chaos"          | Dave Osborne | Denise Cassar                          | Hugh La Terriere và Robert Smith | 4 tháng 10 năm 2019 |
| Bà Wicket trở nên không thể được an ủi khi Scrapper mất tích, vì vậy Bean quyết định điều tra. Cuối cùng, tiếng hét của Scrapper khiến anh tỉnh táo, trong khi Bean và Scrapper về nhà, Bean đưa nó đến gặp bà Wicket. |                     |                      |              |                                        |                                  |                     |
| 127 | 23                  | "Stick It"           | Dave Osborne | Alex Collier                           | Benedict Bowen và Robert Smith   | 4 tháng 10 năm 2019 |
| Bean đã hoàn thành bộ sưu tập xe mô hình của mình và không biết phải làm gì tiếp theo. |                     |                      |              |                                        |                                  |                     |
| 128 | 24                  | "Bean at the Museum" | Dave Osborne | Denise Cassar                          | Alun Edwards và Robert Smith     | 7 tháng 10 năm 2019 |
| Bean đào được huy chương của Bruiser Sr. và vội vã chạy đến bảo tàng địa phương. |                     |                      |              |                                        |                                  |                     |
| 129 | 25                  | "A Car for Irma"     | Dave Osborne | Ciaran Murtagh và Andrew Barnett Jones | Benedict Bowen và Robert Smith   | 7 tháng 10 năm 2019 |
| Bean rao bán chiếc xe của mình để chứng minh với Declan (một tình địch yêu Irma) rằng xe của Bean tốt hơn. |                     |                      |              |                                        |                                  |                     |
| 130 | 26                  | "Trophy Bean"        | Dave Osborne | Ciaran Murtagh và Andrew Barnett Jones | Hugh La Terriere và Robert Smith | 8 tháng 10 năm 2019 |
| Bean bị buộc phải trông cháu trai của bà Wicket trong một khóa học Outward Bound. |                     |                      |              |                                        |                                  |                     |

### Phần 6 (2025)
Sau 6 năm gián đoạn, mùa thứ tư đã được phát sóng lần đầu trên kênh Cartoon Network phiên bản châu Á vào ngày 13 tháng 2 năm 2025. Tại Vương quốc Anh, loạt phim sẽ ra mắt trên ITVX và Boomerang vào ngày 1 tháng 5 năm 2025. Mùa này sẽ bao gồm 52 tập.
| TT. tổng thể | TT. trong loạt phim | Tiêu đề               | Đạo diễn          | Biên kịch                               | Kịch bản         | Ngày phát hành gốc  |
| --- | ------------------- | --------------------- | ----------------- | --------------------------------------- | ---------------- | ------------------- |
| 131 | 1                   | "A Day In Bed"        | Filippo Cigognini | Ciaran Murtagh và Andrew Barnett Jones  | Hugh La Terriere | 1 tháng 5 năm 2025  |
| Ngài Bean quyết định nằm trên giường cả ngày - ngay cả khi nấu bữa sáng và gọi pizza!                                                                                        |                     |                       |                   |                                         |                  |                     |
| 132 | 2                   | "Karting Bean"        | Filippo Cigognini | Ciaran Murtagh và Andrew Barnett Jones  | Alun Edwards     | 2 tháng 5 năm 2025  |
| Ngài Bean và ông Paliwal đang đua xe go-kart của mình trong một cuộc đua không đồng đều. Bean đã chế tạo xe go-kart của mình từ nhiều vật dụng khác nhau thuộc về bà Wicket. |                     |                       |                   |                                         |                  |                     |
| 133 | 3                   | "Bowled Over"         | Filippo Cigognini | Alex Collier                            | Teddy Jones      | 5 tháng 5 năm 2025  |
| Ngài Bean thử chơi bowling với Teddy tại một sân chơi bowling. Thật không may, ngón tay của Bean bị dính vào quả bóng khiến anh ta làm ngập phòng vệ sinh của sân chơi.      |                     |                       |                   |                                         |                  |                     |
| 134 | 4                   | "Sample Sale"         | Filippo Cigognini | Ciaran Murtagh và Andrew Barnett Jones  | Hugh La Terriere | 6 tháng 5 năm 2025  |
| Ngài Bean phát hiện ra một loại ấm trà mới ở một khu chợ. Để trả giá, anh ta có một kế hoạch. Liệu nó có hiệu quả không?                                                     |                     |                       |                   |                                         |                  |                     |
| 135 | 5                   | "Grounded"            | Filippo Cigognini | Ciaran Murtagh và Andrew Barnett Jones  | Benedict Lewis   | 7 tháng 5 năm 2025  |
| Ngài Bean muốn xem chương trình truyền hình yêu thích của mình với Billy, nhưng bà Wicket lại có kế hoạch khác.                                                              |                     |                       |                   |                                         |                  |                     |
| 136 | 6                   | "Un-Suitable"         | Filippo Cigognini | Alex Collier                            | Marc Leighton    | 8 tháng 5 năm 2025  |
| Ngài Bean xuất hiện tại buổi tiệc khai mạc triển lãm nghệ thuật với bộ vest được vẽ đầy màu sắc!                                                                             |                     |                       |                   |                                         |                  |                     |
| 137 | 7                   | "Fitness Instructor"  | Filippo Cigognini | Tasha Dhanraj                           | Marc Leighton    | 9 tháng 5 năm 2025  |
| Ngài Bean trở thành huấn luyện viên cá nhân của ông Paliwal trong một ngày – bằng cách bắt ông ấy cải tạo lại khu vườn của bà Wicket!"                                       |                     |                       |                   |                                         |                  |                     |
| 138 | 8                   | "Trampoline Trouble"  | Filippo Cigognini | Ciaran Murtagh and Andrew Barnett Jones | Alun Edwards     | 12 tháng 5 năm 2025 |
| Trong một công viên bạt nhún, Ngài Bean đang tham gia một cuộc đua với một cậu bé. Người chiến thắng sẽ nhận được Teddy. Liệu Bean và Teddy có bị chia cắt mãi mãi không?    |                     |                       |                   |                                         |                  |                     |
| 139 | 9                   | "Sheepish Bean"       | Filippo Cigognini | Alex Collier                            | Teddy Jones      | 13 tháng 5 năm 2025 |
| Để giúp Irma bán được đồ đan, Bean mặc trang phục cừu như một biện pháp quảng cáo, nhưng lại gặp phải hậu quả không ngờ.                                                     |                     |                       |                   |                                         |                  |                     |
| 140 | 10                  | "Page Turner"         | Filippo Cigognini | Mark Huckerby và Nick Ostler            | Hugh La Terriere | 14 tháng 5 năm 2025 |
| Ngài Bean nhìn thấy một cuốn sách quý hiếm mà ông thích trong cửa sổ một cửa hàng -- nhưng có người khác mua nó, nên ông đi theo họ để bí mật đọc nó.                        |                     |                       |                   |                                         |                  |                     |
| 141 | 11                  | "Arcade Trouble"      | Filippo Cigognini | Denise Cassar                           | Hugh La Terriere | 15 tháng 5 năm 2025 |
| Trong một lần đến khu trò chơi điện tử, Ngài Bean phải làm mọi cách để ngăn Teddy trở thành một con thú nhồi bông có thể giành được chiến thắng trên máy chơi điện tử.       |                     |                       |                   |                                         |                  |                     |
| 142 | 12                  | "Alarm Bean"          | Filippo Cigognini | Alex Collier                            | Teddy Jones      | 16 tháng 5 năm 2025 |
| Ngài Bean muốn quan sát một sao chổi. Thật khó chịu khi hiện tượng này chỉ có thể nhìn thấy vào giữa đêm. Ngài Bean đang rất cần một chiếc đồng hồ báo thức đáng tin cậy.    |                     |                       |                   |                                         |                  |                     |
| 143 | 13                  | "Operation Wicket"    | Filippo Cigognini | Seyi Odusanya                           | Marc Leighton    | 19 tháng 5 năm 2025 |
| Ngài Bean đưa bà Wicket đến bệnh viện để thực hiện một thủ thuật nhỏ. Trước khi kịp nhận ra, anh đã bị nhầm là bác sĩ mới. Với hậu quả đau đớn.                              |                     |                       |                   |                                         |                  |                     |
| 144 | 14                  | "Supermarket Ride"    | Filippo Cigognini | Ciaran Murtagh và Andrew Barnett Jones  | Alun Edwards     | TBA                 |
| 145 | 15                  | "Bean's Blooms"       | Filippo Cigognini | Alex Collier                            | Marc Leighton    | TBA                 |
| 146 | 16                  | "Drone Rescue"        | Filippo Cigognini | Ciaran Murtagh và Andrew Barnett Jones  | Teddy Jones      | TBA                 |
| 147 | 17                  | "Say Cheese!"         | Filippo Cigognini | Tasha Dhanraj                           | Teddy Jones      | TBA                 |
| 148 | 18                  | "Tale of Two Teddies" | Filippo Cigognini | Ciaran Murtagh và Andrew Barnett Jones  | Alun Edwards     | TBA                 |
| 149 | 19                  | "Climbing Bean"       | Filippo Cigognini | Alex Collier                            | Hugh La Terriere | TBA                 |
| 150 | 20                  | "Proposal Problem"    | Filippo Cigognini | Mark Huckerby và Nick Ostler            | Alun Edwards     | TBA                 |
| 151 | 21                  | "Precious Plant"      | Filippo Cigognini | Alex Collier                            | Hugh La Terriere | TBA                 |
| 152 | 22                  | "Bin and Gone"        | Filippo Cigognini | Mark Huckerby và Nick Ostler            | Benedict Lewis   | TBA                 |
| 153 | 23                  | "Staycation"          | Filippo Cigognini | Mark Huckerby và Nick Ostler            | Alun Edwards     | TBA                 |
| 154 | 24                  | "Funfair"             | Filippo Cigognini | Seyi Odusanya                           | Teddy Jones      | TBA                 |
| 155 | 25                  | "Grandfather Clock"   | Filippo Cigognini | Ciaran Murtagh và Andrew Barnett Jones  | Benedict Lewis   | TBA                 |
| 156 | 26                  | "The New Dress"       | Filippo Cigognini | Ciaran Murtagh và Andrew Barnett Jones  | Alun Edwards     | TBA                 |